# Markoviće
Markoviće (cyr. Марковиће) – wieś w Serbii, w okręgu toplickim, w gminie Kuršumlija. W 2011 roku liczyła 88 mieszkańców.